# کیت رنسم-کهلر
کیت رنسم - کهلر (۱۴ فوریه ۱۸۷۶–۲۷ اکتبر ۱۹۳۳) او به عنوان یک بهایی آمریکایی و از ایادیان امرالله بوده‌است. این اعتقاد وجود دارد که او اولین بهایی آمریکا باشد که در راه امر بهایی جان خود را از دست داد.